# Félix Cariñanos San Millán
Félix Cariñanos San Millán (Viana, Navarra, 10 de junio de 1948), es un profesor de lengua y literatura jubilado. Está licenciado en Filología Románica y Etnografía por las universidades de Zaragoza y Barcelona. 

## Biografía

### Ocupaciones
Es antropólogo, historiador, escritor, fotógrafo, conferenciante y autor de obras musicales. Su sobrenombre, Telarañas, le viene dado por su afición a frecuentar los archivos municipales y las bibliotecas, investigando entre antiguos legajos. También su imagen, siempre de cabellos largos, puede contribuir a recibir ese mote.
Sus pasiones son su ciudad natal, los libros y documentos antiguos, y el Camino de Santiago, el cual ha recorrido en numerosas ocasiones y tomando casi todas las variantes posibles: Camino francés, de la Plata, del Norte... Ha reunido una extraordinaria biblioteca personal, así como numerosos objetos etnográficos y relativos al Camino, junto a una colección de millares de fotografías, tanto de etnografía y tradiciones locales como de sus viajes. 
Ha escrito diversas obras sobre Viana, César Borgia y el Camino de Santiago, entre otras. También son numerosos sus artículos en prensa escrita, principalmente en el diario La Rioja y en Diario de Navarra; extraoficialmente es el cronista de Viana. 
Ha sido el promotor de la recuperación de la Murga de Carnaval vianesa, así como director durante muchos años del grupo de auroros de Viana Pedro Angulo Rozas "Periquillo", y autor de decenas de auroras, que actualmente interpreta el grupo.
Otra de sus actividades ha sido la creación de obras teatrales o guiones para películas relacionadas con Viana, principalmente representadas o protagonizadas por los escolares del colegio público Ricardo Campano y la Ikastola Erentzun. También ha colaborado con charlas y exposiciones durante la Feria de Artesanía, como la realizada sobre "Facturas municipales y de comercios de Viana (siglos XVI-XX)".

### Reconocimientos y dedicaciones
En el año 2001 recibió el premio "Corrales de Erentzun" por su colaboración con la Ikastola y la cultura vianesa. En el año 2007 fue el comisario de la exposición "Cesar Borgia y Viana (1507-2007)" realizada con motivo del 5.º centenario de la muerte del personaje.
El Ayuntamiento de Viana dio su nombre a una plaza frente a la residencia de ancianos, en el solar del antiguo trujal cooperativo. El 10 de julio de 2016 recibió también el homenaje de los auroros de Viana, junto con otras personas venidas de distintos puntos del país para agradecer su trabajo al frente del grupo. El 3 de marzo de 2017 los escolares del CP Ricardo Campano dedicaron el Carnaval a Félix, con disfraces relacionados con su vida y actividades.
El 27 de octubre de 2017 recibió el homenaje del CETE (Centro de Estudios de Tierra Estella) que anualmente dedica a una personalidad de la merindad reconociendo su contribución a la cultura de la zona. Sus últimas investigaciones versan sobre tradiciones folclóricas, estudios sobre la jota de Viana, canciones agrícolas y las fiestas de la Magdalena y Santiago en la localidad.

## Obra selecta
- Apuntes vianeses, 1980
- Cenicero histórico, 1980
- Santa María de Cuevas en el Camino de Santiago, 1991.
- Un paseo por Viana (Ibilaldia Bianan barna), 1992.[10]
- La Rioja, 1994.
- Leyendas de La Rioja I, II y III, 2001-2002.
- La mujer en el Camino de Santiago, 2005.
- César Borgia y Viana, 2007.[11]

## Artículos en revistas

### Artículos enPiedra de rayo: revista riojana de cultura popular
- El pan y las mujeres en Viana: N.º 46, 2015, págs. 56-71.

- El disputado soto de Valdegón (Agoncillo): N.º 45, 2015, págs. 26-41.

- La Cruz de César Borgia: N.º 45, 2015, págs. 42-43.

- Canje de prisioneros en Viana: N.º 44, 2014, págs. 72-91.

- Los especialistas en mágicos oficios: N.º 42, 2013, págs. 47-57.

- La Teja de otro en Viana: N.º 39, 2012, pág. 58.

- Una marca del siglo XVII de la tejera de Viana: N.º 39, 2012, pág. 59.

- César Borgia y la Diócesis de Calahorra: N.º 27, 2008, págs. 50-58.

- Se compran dos ruedas de molino en 1561: N.º 23, 2007, págs. 80-85.

- Cruces de protección en Logroño: N.º 10, 2003, págs. 52-55.

- La Señora Felisa: N.º 8, 2003 (Ejemplar dedicado a: Brujería en La Rioja), págs. 59-60.

- Viana compra (1666) dos ruedas de molino en Robres: N.º 8, 2003 (Ejemplar dedicado a: Brujería en La Rioja), págs. 80-81.

- Leyendas en el Camino a Compostela: N.º 7, 2002, págs. 26-33.

### Otras revistas
- La mujer en el Camino de Santiago; Fayuela: revista de estudios calceatenses, ISSN 1886-3795, N.º. 1, 2005, págs. 39-56.

- Los sucesos del año 1913 en Viana y el periódico El Vianense; Terra stellae, ISSN 2171-1895, N.º. 5, 2014, págs. 74-91.

### Colaboraciones en obras colectivas
- De cómo nuestros héroes arribaron a Larriba por Carnestolendas; El de la Triste figura: (visiones de El Quijote desde La Rioja). Coordinado por José Luis Pérez Pastor, 2005, ISBN 84-95747-32-4, págs. 59-62.

- Folklore; La Rioja. Coordinado por Juan Agero, 1994, ISBN 84-7156-271-5, págs. 201-216.

- Tipos y costumbres; La Rioja. Coordinado por Juan Agero, 1994, ISBN 84-7156-271-5, págs. 233-248.

- La vida rural tradicional; Cenicero histórico: transformaciones económicas y cambios sociales en una ciudad riojana. Coordinado por José Luis Gómez Urdáñez, 1987, ISBN 84-505-5901-4, págs. 59-104.